# Platyceps sindhensis
Espèce
Platyceps sindhensis  est une espèce de serpents de la famille des Colubridae.

## Répartition
Cette espèce est endémique du Sind au Pakistan.

## Étymologie
Son nom d'espèce, composé de sindh et du suffixe latin -ensis, « qui vit dans, qui habite », lui a été donné en référence au lieu de sa découverte, le Sind.

## Publication originale
- Schätti, Tillack & Kucharzewski, 2014 : Platyceps rhodorachis (Jan, 1863) – a study of the racer genus Platyceps Blyth, 1860 east of the Tigris (Reptilia: Squamata: Colubridae). Vertebrate Zoology, vol. 64, no 3, p. 297-405 (texte intégral).